# سازند رازک
سازند رازک یکی از سازندهای زمین‌شناسی زاگرس است که درگذشته درون سازند تبخیری گچساران دسته‌بندی می‌شد ولی امروزه این نهشته‌های آواری یک سازند مستقل به شمار می‌رود.
برش الگوی سازند رازک در پهلوی شمالی کوه جهرم، به ضخامت ۷۴۴ متر، شامل مارن‌های سُرخ رنگ، سبز تا خاکستری سیلتی با هوازدگی کم، همراه با مقداری آهک سیلتی است که به طور هم‌شیب در روی سازند آهکی آسماری و در زیر بخش آهکی گوری از سازند میشان قرار دارد، ولی، مرز بالا و پایین آن در همه جا یکسان نیست. برای نمونه در لرستان، سازند رازک در زیر سازند آغاجاری است یا در شمال بندر عباس این سازند روی مجموعه نمکی هرمز و در زیر آهک گوری قرار دارد. ضخامت سازند رازک نیز متغیر است، به گونه‌ای که ضخامت آن گاهی کمتر از ۵۰ متر و گاهی تا بیش از ۱۳۰۰ متر است.
تغییرات سنی سازند رازک زیاد است. این سازند در لرستان به سن بوردیگالین تا میوسن بالایی، در ناحیه فارس مرکزی از بوردیگالین تا میوسن میانی، در بندر عباس از الیگوسن تا میوسن پیشین و در حوالی سی‌سخت از آکیتانین تا میوسن پیشین است.